# Otto Piringer
Otto Piringer (Szászváros, 1874. február 20. – Szászváros, 1950. november 3.) erdélyi szász nyelven alkotó író.
Apja, Johann Piringer lelkész volt Romoszon, anyja pedig szintén lelkészi családból származott. Miután bölcsészetet és teológiát tanult Marburgban, Berlinben és Kolozsváron, 1896-ban a szentágotai gimnázium rektorává nevezték ki, ahol 1903 júliusáig tevékenykedett. 1903-tól lelkész volt Nagytalmácson, 1906-tól pedig Keresztényfalván. 1913-ban Nagyapoldra költözött, újabb 12 év múlva pedig Szászvárosba.
Műveinek java részét az első világháború után alkotta. Szász nyelvjárásban írt humoros versei és nevelő célzatú írásai az általa kiadott Neuer Volkskalender-ben jelentek meg.

## Művei
- Schärhibesker, Lastich Geschichten ä saksesch, Nagyszeben, 1921
- Vúm klene Piter uch senger Wält, Nagyszeben, 1926
- Der Mérenziker. Schärhibesker und Lidcher, Nagyszeben, 1937; 1969-ben a Kriterion Könyvkiadónál megjelent a német nyelven is Bernhard Capesius fordításában

## Fordítás
Ez a szócikk részben vagy egészben  az   Otto Piringer című román Wikipédia-szócikk ezen változatának fordításán alapul.  Az eredeti cikk szerkesztőit annak laptörténete sorolja fel. Ez a jelzés csupán a megfogalmazás eredetét és a szerzői jogokat jelzi, nem szolgál a cikkben szereplő információk forrásmegjelöléseként.